# Ibrahim Al-Shokia
Ibrahim Al-Shokia (30 giugno 1975) è un ex calciatore saudita, di ruolo difensore.